# Jimmy Tousseul
Jimmy Tousseul est une série de bande dessinée créé par Daniel Desorgher et Stephen Desberg à la fin des années 1980 dans Le Journal de Spirou et éditée par Dupuis puis par Glénat.

## Synopsis
Un jeune garçon, Jimmy Tousseul, découvre les charmes et les mystères de l'Afrique.

## Albums

### Série Jimmy Tousseul
- Stephen Desberg (scénario), Daniel Desorgher (dessin) et Vittorio Leonardo (couleur), Jimmy Tousseul, Dupuis :

1. Le Serpent d'ébène, 1989  (ISBN 2-8001-1641-2).
2. L'Atelier de la mort, 1989  (ISBN 2-8001-1677-3).
3. Le Crépuscule blanc, 1990  (ISBN 2-8001-1740-0)[1].
4. L'Homme brisé, 1990  (ISBN 2-8001-1793-1).
5. Le Royaume du léopard, 1991  (ISBN 2-8001-1890-3)[2].
6. La Loi du solitaire, 1993  (ISBN 2-8001-1997-7).
7. Le Masque de l'esclave, 1994  (ISBN 2-8001-2112-2).
8. Le Visage de Dieu, 1995  (ISBN 2-8001-2208-0).
9. Les Fantômes du passé, 1996  (ISBN 2-8001-2321-4)[3].
10. La Vengeance du singe, 1997  (ISBN 2-8001-2454-7)[4].
11. Les Mercenaires, 1999  (ISBN 2-8001-2651-5).
12. Au revoir, Jimmy, 2000  (ISBN 2-8001-2930-1)[5].

### Série Les Nouvelles Aventures de Jimmy Tousseul
- Benoît Despas (scénario), Daniel Desorgher (dessin) et Vittorio Leonardo (couleur),  Les Nouvelles Aventures de Jimmy Tousseul, Glénat coll. « Paris - Bruxelles »:

1. Blanc et Noir, 2004  (ISBN 2-87444-013-2). Coscénario de Stephen Desberg.
2. Le Piège, 2006  (ISBN 2-87444-022-1).
3. La Croisière assassine, 2008  (ISBN 978-2-87444-032-8).